# City of Angels (singolo)
City of Angels è un singolo del gruppo musicale statunitense Thirty Seconds to Mars, pubblicato il 30 luglio 2013 come terzo estratto dal quarto album in studio Love, Lust, Faith and Dreams.
Inizialmente pubblicato per i soli Stati Uniti d'America, il singolo è stato successivamente pubblicato anche come singolo digitale il 1º luglio 2014 in una versione realizzata al pianoforte. Una versione acustica del brano è inoltre presente nella colonna sonora del film Dallas Buyers Club, nel quale recita il frontman del gruppo Jared Leto.

## Video musicale
Le riprese per il video ufficiale del brano iniziano il 17 agosto 2013 a Los Angeles, sotto la direzione di Bartholomew Cubbins, alias Jared Leto.
Il 23 agosto viene inoltre pubblicato un lyric video per il singolo, che riprende la sagoma di Jared Leto sullo sfondo di un tramonto su Los Angeles mentre canta il brano. Alcune di queste scene sono state impiegate dal gruppo anche per il videoclip ufficiale, mostrato in anteprima durante un concerto tenuto dal gruppo all'Hollywood Bowl.

## Tracce
Download digitale
1. City of Angels (Piano Version) – 4:22

Download digitale – remix
1. City of Angels (Markus Schulz Remix) – 5:00

CD promozionale
1. City of Angels (Radio Edit) – 4:13
2. City of Angels (Album Version) – 5:04

## Formazione
Crediti adattati dal libretto dell'album.
- Eseguito da Jared Leto, Shannon Leto e Tomo Miličević
- Edizione musicale: Apocraphex Music (ASCAP) / Universal Music – Z Tunes, LLC (ASCAP)
- Produzione: Steve Lillywhite e Jared Leto
- Ingegneria acustica: Jamie Reed Schefman
- Missaggio: Șerban Ghenea
  - Ingegneria acustica: John Hanes ai Mixstar Studios di Virginia Beach, Virginia
- Mastering: Howie Weinberg e Dan Gerbarg al Howie Weinberg Mastering di Los Angeles, California
- Registrato al The Center for the Advancement of the Arts and Sciences of Sound di Los Angeles, California

## Classifiche
| Classifica (2013)                | Posizione massima |
| -------------------------------- | ----------------- |
| Germania                         | 92                |
| Portogallo                       | 41                |
| Regno Unito (rock & metal)       | 21                |
| Stati Uniti (alternative)        | 8                 |
| Stati Uniti (rock & alternative) | 31                |
| Classifica (2014)                | Posizione massima |
| Australia                        | 93                |